# Festival Internacional de Cine de Venecia de 1955
La 16ª Mostra de Venecia se celebró del 25 de agosto al 9 de septiembre de 1955.

## Jurado
Internacional
- Mario Gromo: presidente1[2]
- Jacques Doniol-Valcroze
- Arthur Knight
- Roger Manvell
- Piero Gadda Conti
- Emilio Lonero
- Domenico Meccoli
- Carlo Ludovico Ragghianti

Mostra del Film per Ragazzi
- Carlos Fernández Cuenca (Presidente)
- Carl Lamb
- Robert Hawkins
- Mario Verdone
- Giuseppe Flores D'Arcais
- Franco Monticelli
- Attilio Bertolucci

## Películas

### Sección oficial
Las películas siguientes se presentaron en la sección oficial:
| Título en español                    | Título original                      | Director(es)                                | País              |
| ------------------------------------ | ------------------------------------ | ------------------------------------------- | ----------------- |
| Los extraviados                      | Gli sbandati                         | Francesco Maselli                           | Italia            |
| La podadora                          | The Big Knife                        | Robert Aldrich                              | EE. UU.           |
| Boris Godunov                        | Борис Годунов                        | Vera Stroyeva                               | URSS              |
| Ciske de Rat                         | Ciske de Rat                         | Wolfgang Staudte                            | Países Bajos      |
| The Deep Blue Sea                    | The Deep Blue Sea                    | Anatole Litvak                              | Reino Unido       |
| Después de la tormenta               | Después de la tormenta               | Roberto Gavaldón                            | México            |
| El general del diablo                | Des Teufels General                  | Helmut Käutner                              | RFA               |
| Un médico en la marina               | Doctor at Sea                        | Ralph Thomas                                | Reino Unido       |
| 8 × 8: A Chess Sonata in 8 Movements | 8 × 8: A Chess Sonata in 8 Movements | Hans Richter                                | EE. UU.           |
| El canto del gallo                   | El canto del gallo                   | Rafael Gil                                  | España            |
| Inolvidable amistad                  | Amici per la pelle                   | Franco Rossi                                | Italia            |
| Z mého života                        | Z mého života                        | Václav Krška                                | Checoslovaquia    |
| La cigarra                           | Poprygunya (Попрыгунья)              | Samson Samsonov                             | URSS              |
| Almas sin conciencia                 | Il bidone                            | Federico Fellini                            | Italia            |
| Melodía interrumpida                 | Interrupted Melody                   | Curtis Bernhardt                            | EE. UU.           |
| Jhanak Jhanak Payal Baaje            | झनक झनक पायल बाजे                       | V. Shantaram                                | India             |
| John and Julie                       | John and Julie                       | William Fairchild                           | Reino Unido       |
| El hombre de Kentucky                | The Kentuckian                       | Burt Lancaster                              | EE. UU.           |
| La Tierra del Fuego se apaga         | La Tierra del Fuego se apaga         | Emilio Fernández                            | Argentina, México |
| Las amigas                           | Le Amiche                            | Michelangelo Antonioni                      | Italia            |
| Los héroes están cansados            | Les héros sont fatigués              | Yves Ciampi                                 | Francia           |
| Les mauvaises rencontres             | Les mauvaises rencontres             | Alexandre Astruc                            | Francia           |
| Chiens perdus sans collier           | Chiens perdus sans collier           | Jean Delannoy                               | Francia           |
| Mãos Sangrentas                      | Mãos Sangrentas                      | Carlos Hugo Christensen                     | Brasil, Argentina |
| The Mask and Destiny                 | Shuzenji monogatari (修禅寺物語)     | Noboru Nakamura                             | Japón             |
| Los hombres de la cruz azul          | Błękitny krzyż                       | Andrzej Munk                                | Polonia           |
| Trenutki odločitve                   | Trenutki odločitve                   | František Čáp                               | Yugoslavia        |
| La aurora desnuda                    | The Naked Dawn                       | Edgar G. Ulmer                              | EE. UU.           |
| La palabra                           | Ordet                                | Carl Theodor Dreyer                         | Dinamarca         |
| Orgullo                              | Orgullo                              | Manuel Mur Oti                              | España            |
| La emperatriz Yang Kwei-fei          | Yôkihi (楊貴妃)                      | Kenji Mizoguchi                             | Japón             |
| Las gaviotas mueren en el puerto     | Meeuwen sterven in de haven          | Rik Kuypers, Ivo Michiels, Roland Verhavert | Bélgica           |
| To a New Shore                       | K novomu beregu (К новому берегу)    | Leonid Lukov                                | URSS              |
| Atrapa a un ladrón                   | To Catch a Thief                     | Alfred Hitchcock                            | EE. UU.           |
| Nespokoen pat (Неспокоен път)        | Nespokoen pat (Неспокоен път)        | Dako Dakovski                               | Bulgaria          |

Fuera de concurso
| Título en español      | Título original        | Director(es)   | País       |
| ---------------------- | ---------------------- | -------------- | ---------- |
| Las maniobras del amor | Les grandes manoeuvres | René Clair     | Francia    |
| The Girl and the Oak   | Djevojka i hrast       | Kresimir Golik | Yugoslavia |
| Il padrone sono me     | Il padrone sono me     | Franco Brusati | Italia     |

## Premios[5]
- León de Oro:  La palabra de Carl Theodor Dreyer
- León de Plata:
  - La cigarra de Samson Samsonov
  - La podadora de Robert Aldrich
  - Las amigas de Michelangelo Antonioni
  - Ciske de Rat de Wolfgang Staudte
- Copa Volpi al mejor actor: 
  - Curd Jürgens por El general del diablo
  - Kenneth More por The Deep Blue Sea
- Copa Volpi a la mejor actriz: Desierto
- Mejor director novel: 
  - Francesco Maselli por Los extraviados
  - William Fairchild por John y Julie
  - Alexandre Astruc por Les mauvaises rencontres
  - Andrzej Munk  por Los hombres de la cruz azul
  - Václav Krska  por Z mého zivota
- Mejor cortometraje: The Bespoke Overcoat de Jack Clayton
- Premio Pasinetti: La cigarra de Samson Samsonov
- Premio OCIC: Inolvidable amistad de Franco Rossi

Mención especial: Ciske de Rat de Wolfgang Staudte